# دیوید سیلوریا
دیوید رندال سیلوریا (به انگلیسی: David Randall Silvera) متولد ۲۱ سپتامبر ۱۹۷۲، (۳۰ شهریور ۱۳۵۱) در سان لیندرو کالیفرنیا یک نوازنده آمریکایی درام است. بهترین درامر گروه کورن KoRn از اوایل سال ۱۹۹۳ تا اواخر زمان ترکش در سال ۲۰۰۶ شناخته می‌شود.

## زندگی‌نامه

### ۱۹۹۳تا۲۰۰۶:کورن
هنگامی که جاناتان دیویس به گروه ملحق شد، آن‌ها اسم گروه را به کورن تغییر دادند و برایان ولش، جیمز شفر و رجینالد آرویزو برای خود نام مستعار برگزیدند اگرچه سیلوریا و دیویس بر استفاده از نام‌های معلوم خود تأکید کردند. کورن پس از آن پیشرفت فوق‌العاده‌ای در صنعت موسیقی آلترنیتیو متال داشت به طوری که بیش از ۴۰ میلیون آلبوم در سراسر جهان فروخت. سیلوریا برای برداشتن دنده‌های اضافی که باعث مشکلات عصبی در بازوی چپش شده بود تحت عمل جراحی قرار گرفت. مچ دست او در شهر فارگو ایالت داکوتای شمالی در طول آهنگ " It's Gonna Go Away " از جا دررفت. بعد از این واقعه دیوید سیلوریا زمین گیر شد و با مایک بوردین از فیث نو مور اوقات خود را در تور آسایشگاه تابستانی پر می‌کرد. توضیح خود سیلوریا هنگامی که برای ضبط کردن آلبوم "لمس ناشدنی" بازگشت برای این موضوع اینست که: "من ضربه بسیار سختی خوردم".
در تاریخ ۱۳ دسامبر ۲۰۰۶ بعد از توری که برای آلبوم "تو را در طرف دیگر خواهم دید" برپا شده بود اعلام شد که حتماً در کار سیلوریا وقفه ایجاد شده، اما پس از یک دوره طولانی انتظار، بعد از این پرسش در یک ایستگاه رادیویی سوئدی که آیا سیلوریا در آلبوم بعدی به تاریخ ۳۱ ژوئیه ۲۰۰۷ حضور خواهد داشت، جاناتان دیویس این گونه پاسخ داد: "نمی‌دانم، شاید نه". از آن به بعد او شروع به راه اندازی رستوران خود کرد و با این کار سبک زندگی جدیدی برای خود به وجود آورد که باعث شد در مقایسه با زمانی که فرد مشهوری در گروه کورن بود تا حدودی گمنام شود. در سال ۲۰۰۹ پس از کار کردن با چند درامر تعویضی مختلف به‌طور موقت، بالاخره ری لوزیر (به انگلیسی: Ray Luzier)) به عنوان جایگزین رسمی سیلوریا به گروه پیوست.

### ۲۰۰۶تا۲۰۱۱:ترککورن
در ژوئن ۲۰۰۸ این شایعه که سیلوریا به گروه تازه تأسیسی که "ستلایت سندروم" (به انگلیسی: Satellite Syndrome) نامیده می‌شود پیوسته است پیچید، اما سرانجام تأیید شد که شایعات نادرست و سیلوریا به گروه ملحق نشده بود. سیلوریا از زمانی که از گروه جدا شده است هیچ مصاحبه‌ای انجام نداده است. او تلاش و وقت خود را به فرزندان و خانه استیک و رستوران سوشی اش اختصاص داده است. در دسامبر ۲۰۰۹ دیوید خانه استیکش را به "بار مدل راک و اسپورت" در "مرکز هانتینگ بیچ کالیفرنیا " تغییر کاربری داد و به خاطر مشکلاتی که با همسر قبلیش داشت مجبور به فروش ۵۰٪سهم خود در رستوران سوشی شد. جاناتان دیویس در مصاحبه اخیر خود با وبلاگ هد بنگر، گفت که او تا به حال هیچ خبری از دیوید از زمان وقفه اش ندارد. نام دیوید سیلوریا تا قبل از آن از بخش اعضا در سایت رسمی گروه و به تازگی در مای‌اسپیس سایت برداشته شده است. به تازگی کورن ری لوزیر را به عنوان درامر تمام وقت گروه نامیده است. برای اولین بار در سه سال دیوید با "لیل کیم" در "دنسینگ ویت د استارز" حضور یافت، او همچنین خودش را به عنوان "دیوید سیلوریا از کورن" معرفی کرد.
در مه ۲۰۱۰، سیلوریا به عنوان یک مدل برای پوشاک "Remetee" ظاهر گشت.
رهبر گروه کورن جاناتان دیویس در ۲۰۱۱/۲۵/۷ در حین چت کردن در "کورن دات کام" با طرفدارانش دلیل جدایی دیوید از گروه را درست همانند دلیل جدایی برایان ولش از گروه دانست واظهار نمود:"دلیل مواد مخدر است. آنها همه چیز را به نابودی کشاندند…".

## تجهیزات مورد استفاده
در زیر لیست طبل‌ها و تجهیزات مورد استفاده توسط دیوید سیلوریا در مدت حضورش در کورن درج است.

### طبل‌ها
طبل‌های متوسط چوب افرا استار کلاسیک Tama
- ۲۰x18" Bass Drum
- ۱۴x6.5" Signature Snare Drum
- ۱۰x5.5" Rack Tom
- ۱۲x6.5" Rack Tom
- ۱۵x15" Floor Tom
- ۱۶x16" Floor Tom

20x16" Gong Bass Drum

### سنج‌ها
(از چپ به راست) سنج‌های Paiste
- ۱۹۹۷
- ۲۰۰۲ RUDE 15" Hi-Hat
- ۲۰۰۲ RUDE 18" Crash/Ride
- ۲۰۰۲ RUDE 18" China
- ۲۰۰۲ RUDE 10" Splash
- ۲۰۰۲ RUDE 18" Crash/Ride
- ۲۰۰۲ RUDE 22" Power Ride
- ۲۰۰۲ RUDE 14" Sound Edge Hi-Hat
- ۲۰۰۲ RUDE 20" Ride/Crash
- Sound Formula13" Mega Cup Chime
- ۲۰۰۶
- Signature 18" Heavy China
- Signature 18" Power Crash
- Signature 8" Bell
- Signature 15" Heavy Hi-Hat
- Signature 8" Splash
- Signature 10" Splash
- Signature 18" Power Crash
- Signature 20" Big Bell Ride (prototype)
- Signature 14" Sound Edge Hi-Hat
- Signature 18" Heavy China
- Signature 20" Power Crash

Signature 13" Mega Cup Chime

## دیسکوگرافی

### با اِل. اِی. پی. دی
- عشق و صلح رفیق (۱۹۸۹)
- چه کسی اکنون می‌خندد (۱۹۹۱)
- اِل.اِی.پی.دی (۱۹۹۷)

### با کورن
- کورن (۱۹۹۴)
- زندگی هلویی است (۱۹۹۶)
- رهبر را دنبال کن (۱۹۹۸)
- مسئله‌ها (۱۹۹۹)
- تسخیر ناپذیران (۲۰۰۲)
- نگاهی در آینه بینداز (۲۰۰۳)
- تو را در طرف دیگر خواهم دید (۲۰۰۵)